# K’an Joy Chitam I
K’an Joy Chitam I znany też jako Hok, Kan Xul I lub K’an Hok’ Chitam I (ur. 3 maja 490, zm. 6 lutego 565) – majański władca miasta Palenque, który wstąpił na tron po czteroletnim bezkrólewiu jako następca Ahkal Mo’ Nahba I. Panował w latach 529–565.
Urodził się w 490 roku, kiedy jego poprzednik Ahkal Mo’ Nahb I miał 24 lata i jest bardzo prawdopodobne, że był on jego ojcem. Sam wybór K’an Joy Chitama I na władcę ustalono w 496 roku, podczas ceremonii królewskiej w Toktahn – dawnej siedzibie władców Palenque. Na tron wstąpił jednak dopiero po czterech latach od śmierci Ahkal Mo’ Nahba I w wieku 39 lat. Nie wiadomo co było przyczyną tak długiego bezkrólewia. Nieznane są również szczegóły jego blisko 36-letnich rządów, ale jego dokonania, jak i on sam cieszył się dużym szacunkiem swoich następców, o czym świadczą późniejsze inskrypcje, w których został wspomniany.
Tekst ze Świątyni Inskrypcji mówi, że 15 marca 552 roku brał udział w bliżej nieznanej ceremonii, a 22 marca 554 roku celebrował koniec jednego z okresów kalendarzowych.
Zmarł w wieku 75 lat, co w czasach prekolumbijskich było bardzo sędziwym wiekiem. Jego następca Ahkal Mo’ Nahb II wstąpił na tron 85 dni po jego śmierci.
Wizerunek K’an Joy Chitama I oraz jego imię znajduje się na sarkofagu Pakala Wielkiego. Nie jest to jednak jego prawdziwe oblicze ponieważ zmarł on w 565 roku, a sarkofag Pakal wyrzeźbiono najpewniej po jego śmierci w 683 roku.